# Dąbrówka (Jasło)
Pour les articles homonymes, voir Dąbrówka.
Dąbrówka est une localité polonaise de la gmina de Brzyska, située dans le powiat de Jasło en voïvodie des Basses-Carpates.